# Einöllen
Einöllen är en Gemeinde i Landkreis Kusel i det tyska förbundslandet Rheinland-Pfalz. Einöllen, som för första gången nämns i ett dokument från år 1432, har cirka 400 invånare.
Kommunen ingår i kommunalförbundet Verbandsgemeinde Lauterecken-Wolfstein tillsammans med ytterligare 40 kommuner.

## Personer från Einöllen
- Hermann Gauch (1899–1978), tysk läkare och rasteoretiker